# Edvard Beneš
Edvard Beneš (IPA: [ˈɛdvard ˈbɛnɛʃ] ) (Kožlany, 28 maggio 1884 – Sezimovo Ústí, 3 settembre 1948) è stato un politico cecoslovacco, particolarmente importante durante il periodo di transizione del suo paese fra l'Impero Asburgico ed il Blocco sovietico, in bilico fra Oriente ed Occidente.

## Biografia
Nato in un villaggio vicino a Rakovník (60 km a ovest di Praga), fu tra i principali collaboratori di Tomáš Masaryk nella direzione del movimento per l'indipendenza cecoslovacca, convinto assertore del cecoslovacchismo che postulava l'esistenza di una comune nazionalità cecoslovacca, e allo scoppio della prima guerra mondiale svolse opera di agitazione fra i giovani perché disertassero dall'esercito asburgico.
Rifugiatosi a Parigi, organizzò corpi di volontari per combattere contro l'Austria-Ungheria, e nel 1918 divenne ministro degli esteri del nuovo Stato cecoslovacco. Conservò questa carica per 17 anni, e nel 1921-1922 fu anche Presidente del Consiglio. La sua politica fu di accentuata amicizia con la Francia ed il Regno Unito, e nello stesso tempo quella di costituire un blocco anti-austriaco ed anti-tedesco, la Piccola Intesa, formato da Cecoslovacchia, Jugoslavia e Romania.
Appartenne alla massoneria, nel 1924 fu iniziato nella loggia "Ian Amos Komensky N.1" di Praga.
Per quanto riguarda le minoranze etniche presenti nel nuovo stato cecoslovacco, Beneš non rispettò le clausole dei Trattati di Pace di Parigi e portò avanti una politica di assimilazione forzata di ungheresi e tedeschi. Questa politica crollò con il patto di Monaco, in cui Francia ed Inghilterra accettarono l'annessione della regione dei Sudeti alla Germania nazista. Beneš, che dal 1935 era diventato presidente della Repubblica, si dimise. Questo comportò la fine della Prima Repubblica cecoslovacca.
Durante la seconda guerra mondiale ricostruì a Londra il governo in esilio della Cecoslovacchia, e rientrò in patria nel 1945, in una situazione molto mutata: il suo Paese faceva ormai parte della sfera di influenza sovietica, e Beneš tentò una politica di amicizia con l'URSS e di collaborazione con i comunisti all'interno. Voleva fare del suo Paese un ponte tra oriente ed occidente: il colpo di Stato comunista del 1948 fece fallire il suo difficile progetto. Messo di fronte alla nuova Costituzione comunista, Beneš non volle firmarla, ed il 7 giugno 1948 si dimise.
Morì pochi mesi dopo, di emorragia cerebrale, mentre si trovava nella sua villa di Sezimovo Ústí (Boemia del sud).